# 孟加拉國河流列表
孟加拉國河流列表，列舉全部或部分流經孟加拉國的河流，並依流域的地理位置排序；支流則由河口至源頭排序。

## 注入孟加拉湾
- 戈爾諾普利河：跨國河流，上游位於印度境內。
- 博多河－恆河：跨國河流
  - 梅克納河
    - 拉克什亞河（舊布拉馬普特拉河分流）
    - 舊布拉馬普特拉河（布拉馬普特拉河分流）
    - 庫希亞拉河－巴拉克河：跨國河流，庫希亞拉河上游一小段為孟加拉國、印度界河，隨後有一小段在印度境內，其餘河道在孟加拉國境內。
    - 蘇爾瑪河（巴拉克河分流）跨國河流，蘇爾瑪河上游一小段為孟加拉國、印度界河。

  - 賈木納河－布拉馬普特拉河－雅魯藏布江：跨國河流
    - 阿德賴河：跨國河流，上游位於印度境內。
    - 舊布拉馬普特拉河（分流，注入梅克納河）
    - 提斯塔河：跨國河流，上游位於印度境內。
    - 托爾薩河：跨國河流，上游位於中國、不丹、印度境內。

  - 默哈嫩達河：跨國河流，上游位於印度境內。